# Oissel-sur-Seine
Oissel-sur-Seine is een gemeente in het Franse departement Seine-Maritime (regio Normandië). De gemeente telt 11.053 inwoners (1999) en maakt deel uit van het arrondissement Rouen.

## Geschiedenis
In januari 2025 werd de gemeentenaam officieel gewijzigd van Oissel naar Oissel-sur-Seine.

## Geografie
De oppervlakte van Oissel-sur-Seine bedraagt 22,2 km², de bevolkingsdichtheid is 497,9 inwoners per km². De plaats ligt aan de Seine.
De onderstaande kaart toont de ligging van Oissel-sur-Seine met de belangrijkste infrastructuur en aangrenzende gemeenten.

## Demografie
Onderstaande figuur toont het verloop van het inwonertal (bron: INSEE-tellingen).

## Verkeer en vervoer
In de gemeente ligt spoorwegstation Oissel.

## Geboren in Oissel
- Louis Salou (1902-1948), acteur